# Images
Az Images (Képek) Jean-Michel Jarre 1991-ben megjelent, második válogatáslemeze.
A lemezzel párhuzamosan VHS kazettán kiadták a videóklipeket. Az albumon három új szám is található, a Moon Machine, a Globe Trotter és az Eldorado, mely a Tolerancia dala címet viseli, későbbi koncertjein. Az Eldorado, az UNESCO himnusza.
Több szám is új változatban került a lemezre.

## Számlista
1991-es nemzetközi kiadás
1. "Oxygene 4" – 3:09
2. "Equinoxe, Pt. 5" – 3:21 (új változat)
3. "Magnetic Fields II" – 3:57 (új változat)
4. "Oxygene 2" – 3:11
5. "Computer Weekend" – 3:36
6. "Equinoxe, Pt. 4" – 3:12 (új változat)
7. "Ethnicolor, Pt. 1" – 3:41
8. "London Kid" – 3:45
9. "Band in the Rain" – 1:26
10. "Orient Express" – 3:26 (új változat)
11. "Calypso, Pt. 1" –  2:59
12. "Calypso, Pt. 3" – 3:42
13. "Rendez-Vous 4" –  3:24
14. "Moon Machine" – 2:58 (eddig kiadatlan)
15. "Eldorado" – 3:39 (eddig kiadatlan)
16. "Globetrotter" – 3:29 (eddig kiadatlan)
17. "Rendez-Vous 2" – 8:48 (új változat)

1991-es francia kiadás
1. "Oxygène 4" – 3:09
2. "Équinoxe, Pt. 5" – 3:21 (új változat)
3. "Chants Magnétiques II" – 3:57 (új változat)
4. "Oxygène 2" – 3:11
5. "Computer Weekend" – 3:36
6. "Équinoxe, Pt. 4" – 3:12 (új változat)
7. "Ethnicolor, Pt. 1" – 3:41
8. "Zoolookologie" – 3:45
9. "L'Orchestre Sous La Pluie" – 1:26
10. "Orient Express" – 3:26 (új változat)
11. "Calypso, Pt. 1" – 2:59
12. "Calypso, Pt. 3 [Fin de Siècle]" – 3:42
13. "Rendez-Vous 4" – 3:24
14. "Moon Machine" – 2:58 (eddig kiadatlan)
15. "Eldorado" – 3:39 (eddig kiadatlan)
16. "Globetrotter" – 3:29 (eddig kiadatlan)
17. "Rendez-Vous 2" – 8:48 (új változat)

1997-es nemzetközi, újrakevert kiadás
1. "Oxygene 4" – 3:09
2. "Equinoxe, Pt. 5" – 3:21 (új változat)
3. "Magnetic Fields II" – 3:57 (új változat)
4. "Oxygene 2" – 3:11
5. "Computer Weekend" – 3:36
6. "Equinoxe, Pt. 4" – 3:12 (új változat)
7. "Ethnicolor, Pt. 1" – 3:41
8. "Band in the Rain" – 1:26
9. "Orient Express" – 3:26 (új változat)
10. "Calypso, Pt. 1" – 2:59
11. "Calypso, Pt. 3" – 3:42
12. "Rendez-Vous 4" – 3:24
13. "Moon Machine" – 2:58 (eddig kiadatlan)
14. "Eldorado" – 3:39 (eddig kiadatlan)
15. "Globetrotter" – 3:29 (eddig kiadatlan)
16. "Wooloomooloo" – 3:18
17. "Blah-Blah Cafe" – 3:21 (új változat)
18. "London Kid" – 3:47
19. "Zoolookologie" – 3:46 (remix)
20. "Rendez-Vous 2" – 8:48 (új változat)